# Liostethus
Liostethus is een geslacht van rechtvleugeligen uit de familie sabelsprinkhanen (Tettigoniidae). De wetenschappelijke naam van dit geslacht is voor het eerst geldig gepubliceerd in 1891 door Redtenbacher.

## Soorten
Het geslacht Liostethus omvat de volgende soorten:
- Liostethus gladius Redtenbacher, 1891
- Liostethus pugio Redtenbacher, 1891